# 夜上海
《夜上海》为廿世纪上海滩的歌曲之一，陈歌辛作曲，范烟桥作词，为周璇演唱，本为1946年电影《长相思》的插曲。该曲有浓郁的爵士乐风格，体现出当年上海国际大都会的韵味。后来曾被羅文翻唱過。至今传唱不衰。
此曲於1989年改編成粵語版，由陳松伶主唱。但在此前，已有改自此曲的《鐵窗紅淚》，由尹光主唱。